# Smag på P3
"Smag på P3" er et radioprogram, der sendes på alle hverdage og søndag fra klokken 12-15 på P3. Programmet har eksisteret siden 2009, hvor værterne Nicholas Kawamura og Le Gammeltoft skiftevis styrede programmet. Fra 2012 overtog Signe Vadgaard værtsrollen på et vikariat fra Le, som gik på barsel. 

## Format
Værterne skiftes til at bestyre programmet og et typisk program indeholder formidling af ny musik og diverse elementer og konkurrencer med lytterne. Programmet har jævnligt besøg af en aktuel P3-musiker, som regel mellem kl. 13 og 14, og har derudover faste musikkyndige gæster.

## Links
http://www.dr.dk/p3/programmer/smag-paa-p3
https://www.facebook.com/smag-på-p3-DR#!/pages/Smag-p%C3%A5-P3-DR/168207069860433